# Coralie Delaume
Pour les articles homonymes, voir Delaume.
Coralie Delaume, de son vrai nom Laura Blanc, née le 26 août 1976 à Romans-sur-Isère et morte le 15 décembre 2020 à Montélimar, est une blogueuse, journaliste et essayiste française.

## Biographie
Dès ses 18 ans, Coralie Delaume adhère au Mouvement des citoyens, tout juste fondé par Jean-Pierre Chevènement. Diplômée de l'Institut d'études politiques de Grenoble, elle passe par les écoles du commissariat de l'Armée de terre puis s'engage dans l'armée.
En 2010, elle crée un blog intitulé L'Arène nue, qui se concentre à partir de 2011 sur l'actualité de l'Union européenne et de la zone euro, au cœur de la crise grecque. Elle se présente alors comme membre du collectif La Gauche populaire.
Dans L'Arène nue, la blogueuse développe une critique ferme de la construction européenne. Elle rejoint en 2013 la rédaction de la revue Marianne et publie en 2014 un premier essai Europe, les États désunis.
Elle participe également à plusieurs colloques de la fondation Res Publica, à des conférences transpartisanes et à plusieurs universités politiques de droite comme de gauche.[réf. souhaitée]
Elle meurt des suites d'un cancer dans la nuit du 14 au 15 décembre 2020,.
La sphère politique souverainiste lui rend hommage, de Jean-Luc Mélenchon à Marine Le Pen en passant par François Asselineau, Florian Philippot, Julien Aubert, Emmanuel Maurel, Jean-Pierre Chevènement ou Arnaud Montebourg.

## Prises de position
Connue pour son euroscepticisme, Coralie Delaume fait l'éloge de la souveraineté, nationale comme populaire, tout en défendant une République sociale.
À l'occasion du premier tour de l'élection présidentielle de 2017, elle vote pour Jean-Luc Mélenchon, chef de file de La France Insoumise dont le programme, selon elle, « malgré ses ambiguïtés se situe plus dans les pas d’une gauche souverainiste ».

Au moment de la sortie de son livre Le couple franco-allemand n'existe pas, elle déclare : 

« Dans l'histoire, les élites françaises ont tendance à se référer à l'Allemagne dès qu'il s'agit de réprimer la passion égalitaire française. C'est ce que j'appelle le « syndrome des immigrés de Coblence » lorsque les monarchistes sont allés chercher dans le monde allemand les moyens et l'aide pour écraser la France révolutionnaire. C'est quelque chose qui est récurrent dans l'Histoire, en réalité. »

Lors d'un entretien sur Thinkerview en 2019, elle précise qu'elle n'a jamais été pour un Frexit mais pour la fin de l'Union européenne, en dénonçant ses traités pour que des États ne subissent plus les politiques européennes : 

« Je ne suis pas pour que l'on sorte de l'Union européenne, je suis pour qu'elle disparaisse. »

En 2019, elle prend position contre la privatisation d'Aéroports de Paris, affirmant qu'il s'agit d'un « scandale politique », et soutient la proposition de référendum d'initiative partagée sur les aéroports de Paris.

## Association des amis de Coralie Delaume
Avec pour objectif de perpétuer sa mémoire et son combat politique, est créée, en octobre 2021, l'Association des amis de Coralie Delaume.
L'association coordonne des ouvrages collectifs comme La Souveraineté, l'Europe et le Peuple publié aux éditions Michalon, dans le même temps des conférences et colloques sont organisés. Le dernier en date s'est tenu le 14 octobre 2023 à Montélimar où habitait Coralie Delaume et où une part importante de sa famille réside encore.

## Ouvrages
- Europe, les États désunis, Paris, Michalon, mars 2014[19],[20]
- La fin de l'Union européenne (avec l'économiste David Cayla[21]), Paris, Michalon, janvier 2017[22]
- Le couple franco-allemand n'existe pas[13],[23], Michalon, octobre 2018
- 10 + 1 questions sur l'Union européenne avec David Cayla, Michalon, mars 2019[24]
- Nécessaire Souveraineté, Michalon, septembre 2021 [25],[26]

### Presse
- « Hommage - Quand Coralie Delaume écrivait dans Le Figaro », présentation d'une sélection de textes